# アメリケーヌ・ソース

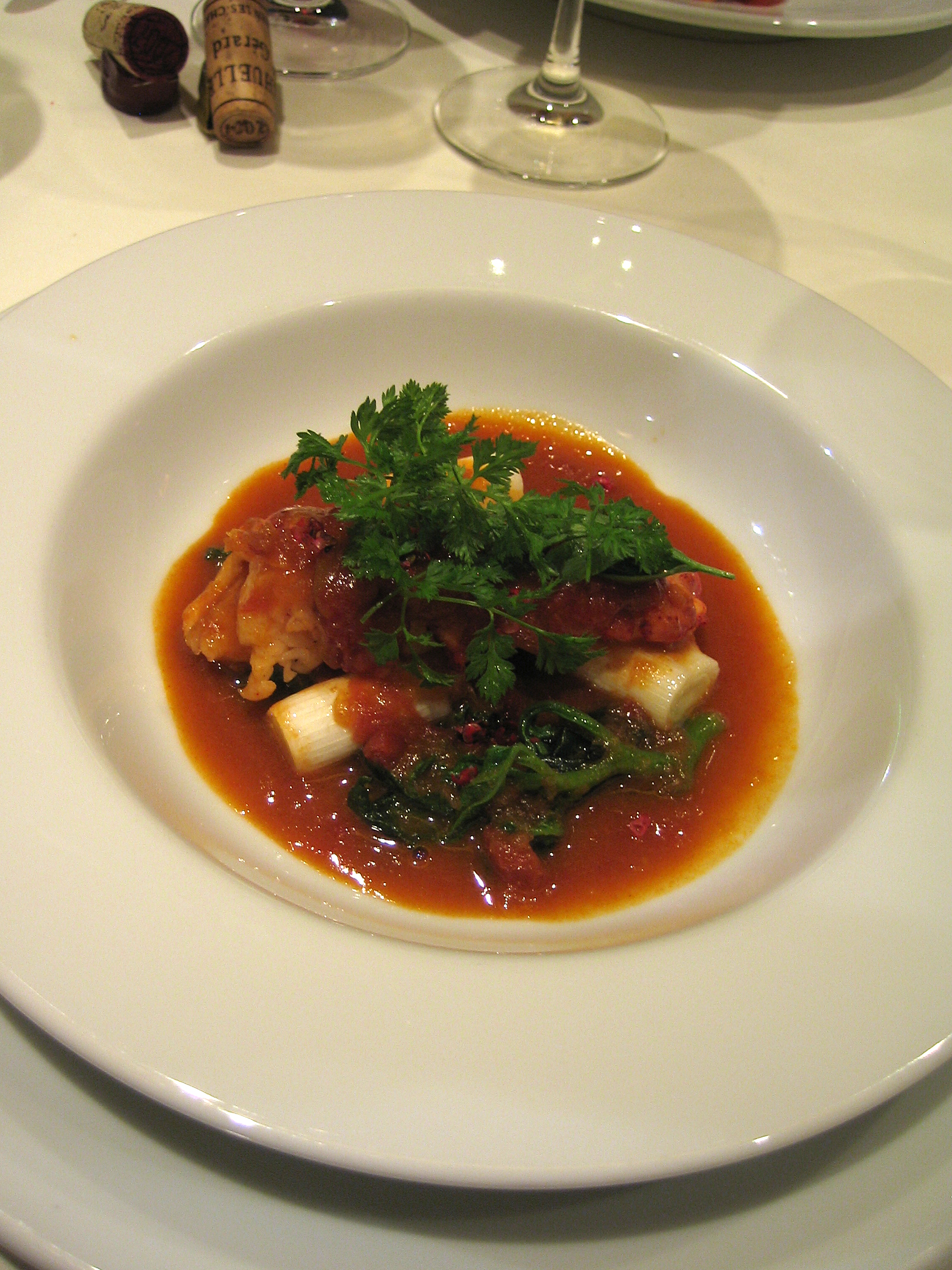
ロブスター と アメリケーヌ・ソース

アメリケーヌ・ソース（またはソース・アメリケーヌ Sauce Américaineまたはアメリカンソース）は、フランス料理のソースの一種である。エビの殻を炒めることで、甲殻類独特の甘味とコクが堪能できる、オレンジ色のソース。

## 調理法
オマール海老の殻と香味野菜を炒め、フュメ・ド・ポアソン（魚の出汁）を加えて煮詰めて、漉し、エビミソを加える。これを再び煮詰めて、生クリームでのばす。
オマール海老の代わりや、追加としてカニなど他の甲殻類の殻を加えることもある。

## 逸話
アメリケーヌ・ソース誕生の逸話として、次の話が伝えられている。
1850年代、パリの「ピーターズ(Peter's)」と言うレストランを営む料理人ピエール・フレス(Pierre Fraisse)は、かつてはアメリカ合衆国のシカゴのレストランで働いていたことがあった。ある夜遅く、アメリカ時代の友人達がフレスを訪れ、食事を頼んだ。フレスは、あり合わせの材料を使ってオマール海老の料理を作った。この時に作ったフレスの料理は好評で、料理の名を問われて、フレスがとっさに答えた名前が「オマール海老のアメリカ風(Homard a l'américaine)」。この料理のソースが、「アメリケーヌ・ソース」と呼ばれるようになった。